# Naresh Mitra
Naresh Chandra Mitra (* 18. Mai 1888 in Agartala; † 25. September 1968 in Kolkata) war ein bengalischer Schauspieler und Filmregisseur.

## Leben
Naresh Mitra studierte Recht an der Calcutta University und wurde danach Schauspieler bei Minerva Theatre, wo er 1922 auf der Bühne mit dem Stück Chandragupta erfolgreich war. 1923 spielte er bei Star Theatre in Karnarjun und trat auch in Stücken anderer Theatergruppen, meist als Bösewicht, auf.
Sein Filmdebüt als Regisseur und Schauspieler hatte er 1922 mit Andhare Alo, den er gemeinsam mit Sisir Bhaduri drehte. Diese Verfilmung eines Stücks von Sharatchandra Chattopadhyay war bühnenhaft mit gemalten Kulissen inszeniert. Bis in die 1930er Jahre spielte und führte Naresh Mitra Regie bei vielen Literaturverfilmungen bengalischer Schriftsteller. Er drehte 1923 Manbhanjan nach Tagore – auch seine Filme Nauka Dubi (1932) und Gora (1938) entstanden nach Stücken Tagores – und 1928 die erste Filmversion von Sharatchandras Debdas, bei der der spätere Regisseur Nitin Bose die Kamera führte und der Regisseur und Schauspieler Phani Burma die Titelrolle übernahm. Naresh Mitra führte bis in die 1950er Jahre Regie, wobei der 30er-Jahre-Bühnenstil seiner Filme trotz Mitwirkung des Stars Uttam Kumar – Bou Thakuranir Hat (1953) und Annapurnar Mandir (1954) – dann nicht mehr zeitgemäß war.
Als Schauspieler trat Mitra in Priyanath Gangulys Durgesh Nandini (1927) nach dem gleichnamigen Roman von Bankim Chandra Chattopadhyay und Modhu Boses Tagore-Verfilmung Giribala (1930) auf. In den 1940er Jahren spielte er unter anderem unter Sailajananda Mukherjee (zum Beispiel Shahar Theke Dooray, 1943). Seine letzte Rolle hatte er 1968.
Zum Ende seines Lebens hin beschäftigte sich Naresh Mitra mit der bengalischen Volkstheaterform Jatra.